# Moraea miniata
Moraea miniata är en irisväxtart som beskrevs av Henry Charles Andrews. Moraea miniata ingår i släktet Moraea och familjen irisväxter. Inga underarter finns listade i Catalogue of Life.

## Bildgalleri

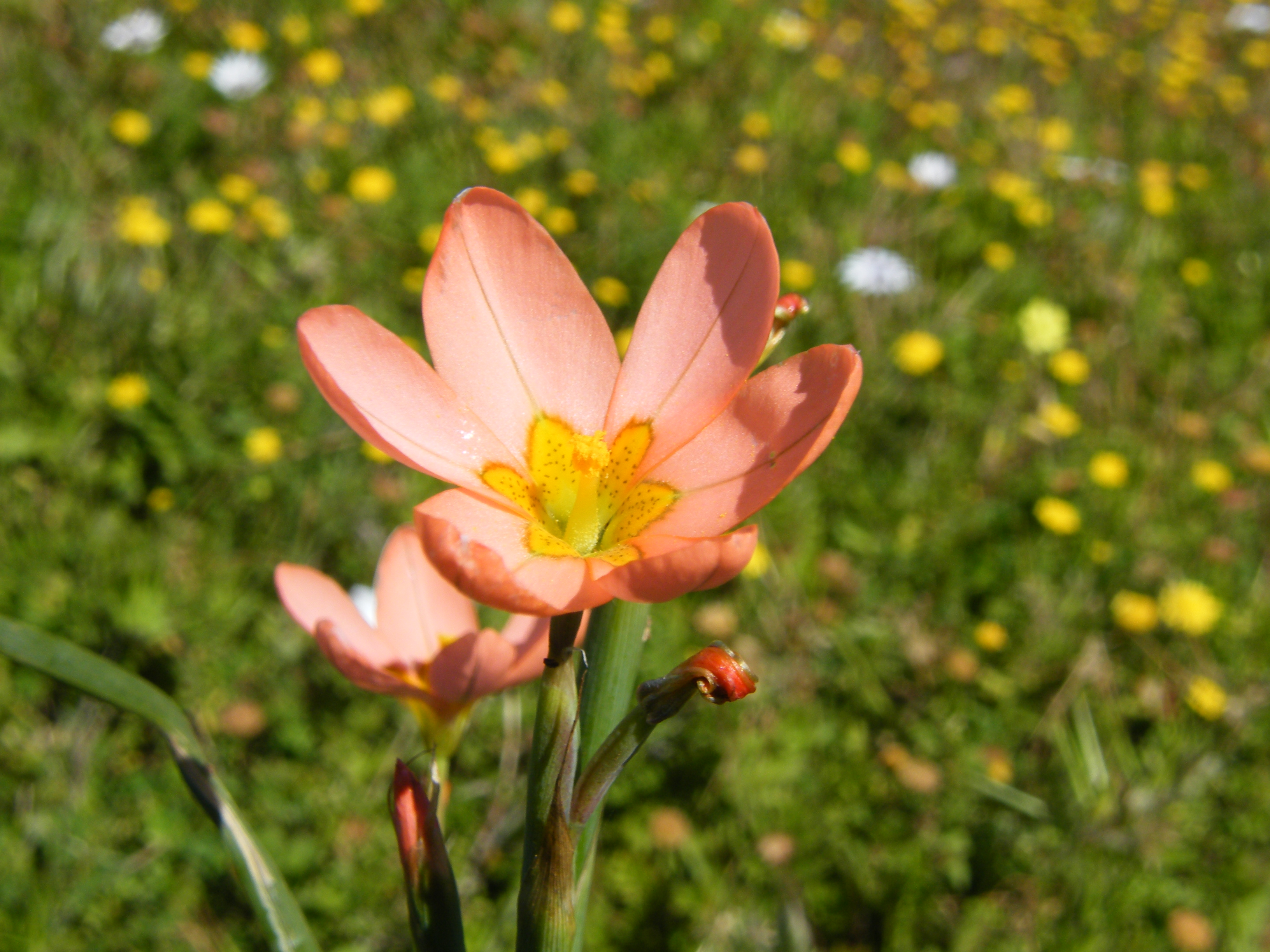